# Minamoto no Tametomo

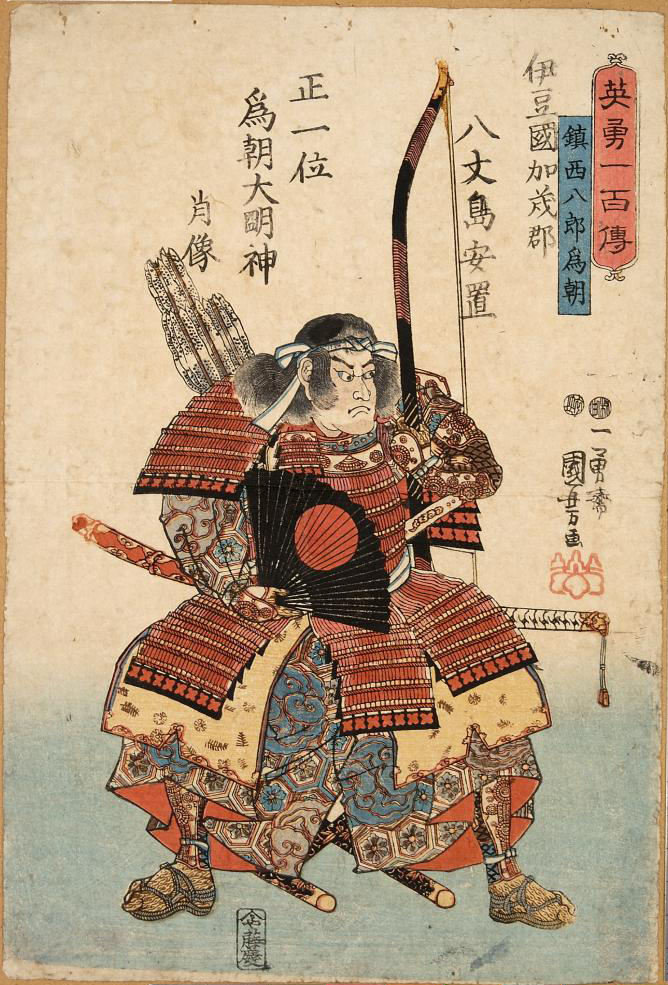
Minamoto no Tametomo von Utagawa Kuniyoshi

Minamoto no Tametomo (japanisch 源 為朝; * 1139; † 1170) war ein Mitglied der einflussreichen Minamoto in Japan. Als Samurai nahm er an der Hōgen-Rebellion von  1156 teil. Er war Sohn von Minamoto no Tameyoshi, seine Brüder waren Minamoto no Yukiie und Minamoto no Yoshitomo.
In der Hōgen-Rebellion kämpfte er zusammen mit seinem Vater  bei der Belagerung des Anwesens  Shirakawa-den auf Seiten der Verteidiger. Zu den Gegnern gehörten Taira no Kiyomori und sein Bruder Yoshitomo. Nachdem der Palast durch die Feinde in Brand gesteckt und nicht mehr zu halten war, war Tametomo zur Flucht gezwungen. Er wurde auf die Insel Ōshima, eine der Izu-Inseln verbannt.
Auf den Ryūkyū-Inseln glaubte man lange Zeit, dass er es schließlich bis nach Okinawa geschafft hatte und das dortige Königreich Chūzan durch Zeugung des ersten Königs Shunten begründete. Obwohl diese Version sehr unwahrscheinlich ist, wurde sie im Chūzan Seikan von Shō Shōken, der ersten Geschichte von Ryūkyū, wiedergegeben und wahrscheinlich mit dem Zweck der Festigung der mythologischen und ideologischen Bindungen zwischen Japan und Ryūkyū tradiert.
Tametomo ist in den epischen Chroniken als hervorragender Bogenschütze bekannt. Er soll ein ganzes Schiff der Taira versenkt haben, indem er es mit einem einzigen Pfeil unter der Wasserlinie durchbohrt habe.
Im Jahr 1170, als der Konflikt der Minamoto und der Taira sich fortsetzte, wurde Tametomo von Kriegern der Taira auf einer kleinen Insel eingeschlossen. Er wurde der möglicherweise erste Krieger in der Geschichtsschreibung, der Seppuku beging.